# Governance
Governance (von französisch gouverner, „verwalten, leiten, erziehen“, aus lateinisch gubernare; gleichbedeutend griechisch κυβερνάω bzw. κυβερνῶ (kontr.) / kybernáo bzw. kybernō: das Steuerruder führen) – oft übersetzt als Regierungs-, Amts- bzw. Unternehmensführung bezeichnet allgemein das Steuerungs- und Regelungssystem im Sinn von Strukturen (Aufbau- und Ablauforganisation) einer politisch-gesellschaftlichen Einheit wie Staat, Verwaltung, Gemeinde, privater oder öffentlicher Organisation. Häufig wird es auch im Sinne von Steuerung oder Regelung einer jeglichen Organisation (etwa einer Gesellschaft oder eines Betriebes) verwendet. Der Begriff Governance wird häufig unscharf verwendet.

## Begriffsunterscheidungen
Für den aus dem Amerikanischen Englisch kommenden Begriff (Governance) gibt es keine deutsche Entsprechung. Bisherige Eindeutschungsversuche wie „Gouvernanz“ haben sich nicht durchgesetzt. Im politischen Umfeld ist der Ausdruck alternativ zum Begriff Government (Regierung) entstanden und soll ausdrücken, dass innerhalb der jeweiligen politisch-gesellschaftlichen Einheit Steuerung und Regelung nicht nur vom Staat („Erster Sektor“), sondern auch von der Privatwirtschaft („Zweiter Sektor“) und von Vereinen, Verbänden und Interessenvertretungen („Dritter Sektor“) durchgeführt werden. Unter Corporate Governance versteht man die Kontroll- und Steuerungsstruktur innerhalb, gelegentlich – bezüglich rechtlicher Regelungen – auch außerhalb privatwirtschaftlicher Unternehmen.
In der staats- bzw. politikwissenschaftlichen, aber auch in der organisationssoziologischen bzw. betriebswirtschaftlichen Diskussion kennzeichnet der Begriff oftmals zugleich die Abkehr von vornehmlich auf „imperative Steuerung“ (englisch command and control) ausgerichteten Strukturen. Vielmehr sollen, unter Rückgriff auf Elemente der Eigenverantwortung, die zu steuernden Organisationen, Einheiten oder Einzelakteure eine aktive Rolle in der Bewältigung der jeweiligen Aufgaben bzw. Herausforderungen einnehmen. Zusätzlich beinhaltet der Begriff Governance häufig auch Formen der Kooperation mehrerer Akteure.
Governance bezieht sich auf die jeweiligen institutionellen Rahmenbedingungen und beinhaltet sowohl materielle Vorgaben als auch prozedurale Elemente (Transparenz, Berichtspflichten, Kooperationsanforderungen; allgemein: Information, Kommunikation und Kooperation – IK&K, paradigmatisch ausgebildet etwa in der REACH-Verordnung). Governance zielt darauf ab, das Management einer Organisation bzw. einer politischen oder gesellschaftlichen Einheit im Sinne einer besseren Zielerreichung zu verbessern.
Allerdings wird – rein empirisch – das Wort Governance häufig nicht im hier definierten Sinne verwendet, sondern als modische Alternative zu Government (Regierung). In gewissen Begriffsverständnissen wird „Governance“ sogar nur dann verwendet, wenn gerade nicht der Staat (= Government), sondern private Stakeholder Steuerungswirkung entwickeln. Eine integrative Beurteilung bezieht sämtliche Akteure ein, wobei – je nach Sachlage – den einen eine höhere, den anderen eine geringere Priorität eingeräumt werden muss.
Dementsprechend unterscheidet man zwischen einem eng- und einem weitgefassten Governance-Begriff. Der enggefasste Begriff steht in Abgrenzung zu „Government“ (Regierung) und betont das Zusammenwirken von staatlicher und privater Seite, während der weitgefasste Governance-Begriff jegliche Art politischer Regelung mit dem Ziel des „Managements von Interdependenzen“ (Benz) – von einseitiger staatlicher Lenkung über kooperative Formen der Verhandlung bis hin zur gesellschaftlichen Selbststeuerung – umfasst.
Klassischerweise werden die Lenkungsstrukturen Hierarchie, Gemeinschaften, Markt und Netzwerk, welche in unterschiedlichen Formen auftreten und kombiniert werden können, unterschieden. Ferner werden alle möglichen Regelsysteme, welche die Entscheidungsorganisation festlegen, als Governance-Mechanismen bezeichnet. Im Zusammenhang mit dem Europäischen Integrationsprozess wurden weitere Lenkungsstrukturen entwickelt, die in der Forschung auch unter New Governance geführt werden.

## Normative und deskriptive Ansätze
Mittlerweile ist „Governance“ als Forschungs- und Handlungsfeld offenbar weit verzweigt. So scheint das Konzept sowohl populär als auch zweckdienlich zu sein, obwohl die Begriffsverwendung noch nicht unbedingt auf eine faktische Verbesserung der Governance schließen lässt. An diesem Punkt eröffnen sich zwei unterschiedliche politikwissenschaftliche Perspektiven.
Politikwissenschaftler, welche einen deskriptiven (also einen beschreibenden anstatt eines normativ-festlegenden) Ansatz wählen, lassen die Frage offen, ob es sich um einen qualitativen Wandel von Staatlichkeit handelt. Solche offenen Ansätze gehen von folgenden empirischen Beobachtungen aus:
1. die Veränderung von Regelungsstrukturen durch die Einbeziehung nichtstaatlicher Akteure in unterschiedlichen Politikfeldern, bezeichnet mit dem englischen Schlagwort government with society,
2. der Aufbau von Regelungsstrukturen in den internationalen Beziehungen nach der Beendigung des Ost-West-Konfliktes, zusammengefasst als governance without government,
3. die steigende Bedeutung von Mehrebenensystemen mit Politikverflechtungsstrukturen, auf Englisch bezeichnet als multilevel governance.

Hingegen gehen andere Politikwissenschaftler von der Grundannahme aus, dass es sich um einen fundamentalen Wandel von Staatlichkeit handele: „Dem normativen Gebrauch von Governance liegt die Annahme zugrunde, dass durch den vermehrten Einsatz neuer Steuerungsformen Effizienz und Effektivität erhöht und generell staatliche Handlungsfähigkeit wiedergewonnen werden kann.“
Prinzipien der Governance sind
1. Fairness
2. Accountability: Rechenschaftspflicht
3. Responsibility: Verantwortlichkeit
4. Transparency: Offenheit und Transparenz von Strukturen bzw. Prozessen

## Neue Formen der Regulation und ihre Probleme
Besondere und neuartige Anforderungen stellt das Konzept der Governance in den gesellschaftlichen Bereichen, in denen das Handeln weder eindeutig durch Gewinnstreben (wie in privaten Unternehmen) noch durch Gesetze (wie in der öffentlichen Verwaltung) oder Beleihung (wie etwa bei Notaren, öffentlich-rechtlichen Körperschaften oder manchen Berufsverbänden) geregelt ist. Weitere Probleme ergeben sich aus der Bemühung um Abstimmung und Vereinheitlichung europäischer Politikfelder in der Industrie- und Technologiepolitik, z. B. in der Biotechnologie, oder in der Gesundheitspolitik. So erfordert der deutsche Korporatismus die Einbindung zahlreicher gesellschaftlicher Gruppen in den Prozess der Konsensbildung bzw. schafft diesen vielfältige Beteiligungsmöglichkeiten, was mit einem normativen und zentralistischen Governancekonzept schwer zu vereinen ist.
Insbesondere tut sich ein demokratietheoretisches Dilemma auf. So werden, wie bereits erwähnt, immer mehr spezialisierte und weitgehend autonome intermediäre Organisationen geschaffen, die von Verwaltung und Politik getrennt (z. B. die US-Food and Drug Administration oder die Stiftung zur Akkreditierung von Studiengängen in Deutschland) und auf verschiedenen hierarchischen Ebenen tätig sind, ohne dass sie den Wählern, den gewählten Politikern oder den Vertretern des von ihnen regulierten Sektors Rechenschaft über ihr Handeln ablegen müssen. Desto intensiver sind aber die Versuche der informellen Einflussnahme auf die Governance-Institutionen bzw. umgekehrt deren Versuche, über informelle Kontakte Einfluss auf das von ihnen regulierte Feld zu nehmen.
Einer italienischen Studie zufolge sind in Deutschland die regulatorischen Institutionen formell stärker von der Politik abhängig als in anderen EU-Ländern, aber weniger von informeller Einflussnahme betroffen. Die Regulierer des Telekomsektors sind zwar in Europa meist relativ autonom, aber umso öfter von informellen Einflüssen betroffen. Die faktisch geringe Transparenz und Accountability vieler regulatorischer Institutionen widerspricht also den oben genannten Governance-Prinzipien.
In den letzten Jahren ist das Vordringen von Governance-Konzepten in immer mehr gesellschaftlichen Subsystemen vielfach analysiert worden, so z. B. ihr Eindringen in das bisher weitgehend autonome bzw. nur durch staatliche Gesetze regulierte Hochschulwesen oder in der Forschungspolitik. Auch die Entscheidungsträger in Forschungseinrichtungen streben nach möglichst großer Autonomie und können sich in ihrem Handeln weitgehend von den Zielen der Auftraggeber entfernen.
Derartige Prozesse werden von der Neuen Institutionenökonomik im Rahmen der Prinzipal-Agent-Theorie analysiert. Diese zeigt die Wirkungen des Tauschs von Verfügungsrechten und die externen Effekte von verfehlten Anreizsstrukturen auf, die – wie James S. Coleman darlegt – zu einem erhöhten Normenbedarf führen können, wie die Finanz- und Bankenkrise 2008/09 gezeigt hat. Allerdings werden die mikropolitischen und kommunikativen Prozesse einer solchen Normbildung von vielen Autoren wie auch von Coleman ausgeklammert.

## Exemplarische Anwendungsfelder

### European Research Area
Das von der EU-Kommission entwickelte und 2000 von Staatsoberhäuptern und EU-Parlament angenommene Konzept der European Research Area (ERA, Europäischer Forschungsraum) stellt einen Versuch der Einführung eines Multiebenen-Konzepts zur Regulation der forschungspolitischen Aktivitäten dar, der heute als teilweise missglückt gelten muss. Der Grundgedanke war und ist der eines EU-internen Marktes für Forschung, auf dem Forscher, Wissen und Technologie frei zirkulieren können. Der EU-Kommission wurde dabei das Mandat erteilt, detaillierte Forschungsprogramme für Schlüsselbereiche auszuarbeiten, wobei jedoch viele prozessuale Details ungeklärt blieben und hinter der pauschalen Forderung nach Kooperation und Vernetzung zurücktraten. Die Entscheidungsprozesse über die Europäischen Forschungsrahmenprogramme und die Mitwirkung der verschiedenen nationalen und internationalen Akteursebenen blieben extrem komplex und intransparent. Der Raum wurde nie klar definiert, die Informationsasymmetrie in Form des Vorsprungs des Wissens der EU-Generaldirektion Forschung vor den nationalen Akteuren ist trotz Einsetzung von Komitologieausschüssen permanent weiter gestiegen. Insbesondere das Verhältnis von Integration, Kooperation und Konkurrenz der Forschenden, von Markt, Hierarchie und Netzwerk blieb in der Schwebe. Auf allen diesen Ebenen existieren bereits nationale und internationale, teils konkurrierende Entscheidungsgremien und regulatorische Institutionen, deren vertragliches Zusammenwirken und Verantwortlichkeiten ungeklärt sind.
Eine französische Studiengruppe fordert hier eine deutliche Vereinfachung der Prozesse und einen Governance-Rahmen an, der ausschließt, dass die Konkurrenz der Unternehmen schon bei der Formulierung von europäischen Forschungsprogrammen zum Tragen kommt.

### Hochschule, Forschung und Governance
Viele europäische Staaten haben mit den Hochschulreformen der letzten Jahrzehnte versucht, die Autonomie der Hochschulen zurückzudrängen und sie zur Übernahme von mehr Verantwortung für Forschung, Innovation, Beschäftigung usw. zu motivieren, während die Hochschulen vergeblich mehr Mittel forderten, um sie autonom verwenden zu können. Alle zentralen Steuerungsversuche mussten hier ebenso fehlschlagen wie eine rein marktbasierte Anreizsteuerung oder die Versuche, die traditionelle Selbststeuerung aufrechtzuerhalten, welche durch die politikähnlichen Steuerungsstrukturen aus der Zeit nach der Studentenbewegung ergänzt worden waren. Entstanden sind hybride, teils hierarchische, teils kollegiale Regulationsstrukturen zwischen Staat und Markt.

### Educational Governance
Unter diesem Titel werden die aktuellen Transformationen im deutschen Schulwesen – insbesondere seit dem „PISA-Schock“  2001 – mit Hilfe der Governance-Begrifflichkeit untersucht und diskutiert.

## Studiengänge und Forschungsprojekte
Einige Universitäten bieten Forschungsschwerpunkte und Studiengänge zu diesem Thema an. An der TU Darmstadt besteht der Masterstudiengang Governance und Public Policy, 
an der TH Deggendorf der Bachelor-Studiengang „Nachhaltigkeit, Governance und Digitalisierung“ und der Masterstudiengang Risiko- und Compliancemanagement. Aus einem Kooperationsprojekt der Universität Münster, der KU Leuven und der Technischen Universität Tallinn ist der Masterstudiengang Public Sector Innovation and eGovernance. hervorgegangen. Auch haben sich mittlerweile institutionelle Forschungszusammenhänge in diesem Feld etabliert, Beispiele sind der Sonderforschungsbereich 597 Staatlichkeit im Wandel und der DFG-Sonderforschungsbereich 700 Governance in Räumen begrenzter Staatlichkeit: Neue Formen des Regierens?.

## Kritik
Aus einer kritischen Perspektive wird dem Governance-Ansatz eine Voreingenommenheit bei Problemlösungen angeheftet. Aufgrund einer fokussierten Orientierung auf die Lösung kollektiver Probleme könnten Fragen nach Partikularinteressen und Machterhalt/-gewinn eher in den Hintergrund rücken. Daneben werden Entstaatlichungstendenzen und damit verbundene Fragen nach Zurechenbarkeit und Legitimation problematisiert. Demgegenüber stehen Ansätze, welche weniger den Rückzug des Staates in den Mittelpunkt der Überlegungen stellen, als vielmehr die Moralisierung des Marktes aus theoretischer Perspektive behandeln.
Kritisiert wird auch die sehr stark empirische Ausrichtung der Governance-Forschung, sowie ihr Fokus auf nicht-institutionelle Vorgänge und Akteure: „So verdienstvoll die Governance-Forschung in deskriptiver Hinsicht ist, so unzureichend blieb und bleibt sie in normativer und analytischer Hinsicht. Wie bedeutsam und einflussreich nicht-hierarchische und informelle Steuerungsformen im öffentlichen Sektor letzten Endes sind, wurde niemals untersucht, und die Tatsache, dass die meisten Bereiche öffentlicher Aufgaben nach wie vor in Form des behördenmäßigen Gesetzesvollzugs erledigt werden, wurde nahezu zu einer Nebensächlichkeit herabgestuft. Diesen Luxus kann sich leisten, wer in die Allgegenwart der robusten Behördenform der Verwaltung ein Vertrauen hat, dem die Governance-Forschung selbst eher entgegenarbeitet.“